# Линия Кэйё
Линия Кэйё (яп. 京葉線 кэйё: сэн) — железнодорожная линия японского железнодорожного оператора East Japan Railway Company, которая соединяет станцию Токио расположенную в специальном районе Тиёда, Токио со станцией Сога в городе Тиба префектуры Тиба. 
Линия предоставляет основной железнодорожный доступ к таким объектам как Tokyo Disney Resort и выставочный комплекс Makuhari Messe. Терминал на станции Токио расположен под землёй на некотором удалении от основной станции, приблизительно в половине пути до станции Юракутё. Соответственно пересадка на линию Кэйё обычно может занять 15-20 минут
Название Кэйё: образовано из двух кандзи взятых из названий мест которые линия соединяет, то:кё: (яп. 東京) и тиба (яп. 千葉). Данную линию иногда путают с линией Кэйо, другой линией расположенной в западном Токио.

## История
Первоначально линия Кэйё планировалась как исключительно грузовая. Первый участок был открыт в 1975-м году между Грузовой станцией Тиба (ныне Mihama New Port Resort между станциями Инагэ-Кайган и Тиба-Минато) и заводом компании JFE Steel около станции Сога. Обслуживание пассажирских составов началось в 1986-м году на участке от станции Ниси-Фунабаси до станции Тиба-Минато, в 1988-м году было открыто пассажирское движение от станции Син-Киба до станции Сога. Последний участок линии от станции Токио до станции Син-Киба был введён в эксплуатацию в 1990-м году.
Платформы на станции Токио были изначально построены для линии Нарита-синкансэн, которая так и не была построена.
Планировалось соединить линию Кэйё с линией Ринкай на станции Син-Киба, для обеспечения сквозного сообщения между префектурой Тиба и Токийским Грузовым терминалом в районе Синагава, для завершения петли для грузовых поездов образованной вокруг Токио линией Мусасино. Этот план так же предусматривал сквозное сообщение с линией Токайдо позволяя составам из западной Японии достигать пунктов назначения на востоке.
Но, в 1990-х года бурное развитие получили коммерческие и туристические объекты на искусственном острове Одайба, прямо в центре маршрута линии Ринкай, и линия была переквалифицирована в пассажирскую. Сквозное сообщение с линией Кэйё всё таки действует, чартерные составы доставляют группы туристов в комплекс Tokyo Disney Resort.

## Список станций
- Все составы (за исключением экспрессов с ограниченным числом остановок) останавливаются на станциях помеченных символом "●" и проезжают помеченные символом "｜". Поезда не идут до станций помеченных символом "∥".
- Составы идущие через линию Мусасино останавливаются на станциях помеченных символом "◆" в будние дни и на станциях помеченных символами "◆" и "○" во время ночного обслуживания в канун нового года.

| Станция          | Японское название | Расстояние (км) | Расстояние (км) | Линия Кэйё | Линия Кэйё | Линия Кэйё  | Линия Мусасино                                 | Линия Мусасино | Пересадки | Расположение | Расположение |
| Станция          | Японское название | Между станциями | Всего           | Local      | Rapid      | Comm. Rapid | Local                                          | Rapid          | Пересадки | Расположение | Расположение |
| ---------------- | ----------------- | --------------- | --------------- | ---------- | ---------- | ----------- | ---------------------------------------------- | -------------- | --- | ------------ | ------------ |
| Токио            | 東京              | -               | 0.0             | ●          | ●          | ●           | [ * 1 ]                                        | ●              | Тохоку-синкансэн, Дзёэцу-синкансэн, Нагано-синкансэн, Линия Яманотэ, Линия Тюо, Линия Токайдо, Линия Собу (Скорая), Линия Йокосука, Линия Кэйхин-Тохоку Токайдо-синкансэн Линия Маруноути (M-17) | Тиёда        | Токио        |
| Хаттёбори        | 八丁堀            | 1.2             | 1.2             | ●          | ●          | ●           | [ * 1 ]                                        | ●              | Линия Хибия (H-11) | Тюо          | Токио        |
| Эттюдзима        | 越中島            | 1.6             | 2.8             | ●          | ｜         | ｜          | [ * 1 ]                                        | ○              | | Кото         | Токио        |
| Сиоми            | 潮見              | 2.6             | 5.4             | ●          | ｜         | ｜          | [ * 1 ]                                        | ○              | | Кото         | Токио        |
| Син-Киба         | 新木場            | 2.0             | 7.4             | ●          | ●          | ●           | [ * 1 ]                                        | ●              | Линия Ринкай Линия Юракутё (Y-24) | Кото         | Токио        |
| Касайринкай-Коэн | 葛西臨海公園      | 3.2             | 10.6            | ●          | ｜         | ｜          | [ * 1 ]                                        | ◆              | | Эдогава      | Токио        |
| Майхама          | 舞浜              | 2.1             | 12.7            | ●          | ●          | ｜          | [ * 1 ]                                        | ●              | Maihama Resort Line: Disney Resort Line (Resort Gateway) | Ураясу       | Тиба         |
| Син-Ураясу       | 新浦安            | 3.4             | 16.1            | ●          | ●          | ｜          | [ * 1 ]                                        | ●              | | Ураясу       | Тиба         |
| Итикава-Сиохама  | 市川塩浜          | 2.1             | 18.2            | ●          | ｜         | ｜          | [ * 1 ]                                        | ●              | | Итикава      | Тиба         |
| Ниси-Фунабаси    | 西船橋            | 5.9             | 24.1            | ∥          | ∥          | ∥           | ●                                              | ●              | Линия Мусасино (сквозное движение), Линия Тюо-Собу Линия Тодзай (T-23) Tōyō Rapid Railway Line Линия Кэйсэй (Кэйсэй-Нисифуна)                                                                    | Фунабаси     | Тиба         |
| Футамата-Симмати | 二俣新町          | 4.4             | 22.6            | ●          | ｜         | ｜          | ∥                                              | [ * 4 ]        | Расстояние от Итикава-Сиохама | Итикава      | Тиба         |
| Минами-Фунабаси  | 南船橋            | 3.4             | 26.0            | ●          | ●          | ｜          | ●                                              | [ * 4 ]        | Расстояние между Ниси-Фунабаси и Минами-Фунабаси равно 5,4 км | Фунабаси     | Тиба         |
| Син-Нарасино     | 新習志野          | 2.3             | 28.3            | ●          | ｜         | ｜          | ●                                              | [ * 4 ]        | | Нарасино     | Тиба         |
| Кайхин-Макухари  | 海浜幕張          | 3.4             | 31.7            | ●          | ●          | ｜          | ●                                              | [ * 4 ]        | | Тиба         | Тиба         |
| Кэмигава-Хама    | 検見川浜          | 2.0             | 33.7            | ●          | ●          | ｜          |                                                | [ * 4 ]        | | Тиба         | Тиба         |
| Инагэ-Кайган     | 稲毛海岸          | 1.6             | 35.3            | ●          | ●          | ｜          |                                                | [ * 4 ]        | | Тиба         | Тиба         |
| Тиба-Минато      | 千葉みなと        | 3.7             | 39.0            | ●          | ●          | ｜          | Chiba Urban Monorail: Линия 1                  | [ * 4 ]        | Тиба |              | Тиба         |
| Сога             | 蘇我              | 4.0             | 43.0            | ●          | ●          | ●           | Линия Утибо, Линия Сотобо (сквозное сообщение) | [ * 4 ]        | Тиба |              | Тиба         |

1. ↑  Местные поезда линии Мусасино не ходят по данному участку
2. ↑  Составы линии Кэйё не проходят через станцию Ниси-Фунабаси.
3. ↑  Скорые поезда линии Мусасино не проходят через станцию Футамата-Симмати.
4. ↑  Скорые поезда линии Мусасино входят на линию в начале этого участка.
5. ↑  Некоторые поезда продолжают движение по линии Утибо (до станций Кимицу или Кадзуса-Минато) или по линии Сотобо (до станций Кадзуса-Итиномия, Кацуура, и через линию Тоганэ до станции Наруто).

## Подвижной состав
Все поезда базируются в Центре Подвижного Состава Кэйё около станции Син-Нарасино.

### Используемый подвижной состав
- 205 series 10-вагонные электрички (с марта 1990)
- 209-500 series 10-вагонные электрички (с октября 2008)
- E331 series 14-вагонные электрички (с марта 2007)
- E233 series 10-вагонные электрички (с лета 2010)[1]

### Подвижной состав использованный в прошлом
- 103 series 4/6/10-вагонные электрички (с 1986 по ноябрь 2005)
- 165 series 3-вагонные электрички "Shuttle Maihama" (с 1990 по 1995)
- 201 series 10-вагонные электрички (с августа 2000 по 20-е июня 2011)[2]